# Montes Béricos
Los Montes Béricos (en italiano, Colli Berici) son un grupo de colinas, formación particular en la llanura aluvional sobre la que se alza Vicenza, originadas en el fondo de un antiguo mar en el arco de al menos un centenar de millones de años. Importante cumbre del territorio es el monte Bérico.

## Geografía
Los montes Béricos destacan, al sur de Vicenza, con la forma de un paralelogramo, cuyo eje mayor se orienta en dirección noreste/suroeste, y tiene una longitud de alrededor de km, y con una superficie total de alrededor de 165 km ². El perfil está curvado de manera uniforme, compacta y no particularmente elevado sobre el nivel de la llanura.
A los montes Béricos pertenecen también algunas modestas colinas como la colina de Altavilla Vicentina al norte, el Monticello di Fara cerca de Sarego al oeste, las colinas de Montegalda al sur. El Monticello di Barbarano Vicentino y las colinas de Albettone pertenecen a la formación colinar de los montes Béricos. La colina de Lovertino, al sureste, representa la continuación de las cercanas colinas Euganeas.
Los contornos son bastante abruptos en cada lado, con alternancias de entrantes y sinuosidades o con simples incisiones en los flancos, llamados "scaranti". Las vertientes son en general bastante suaves y rectas, excepto por el lado sureste, que muestra una secuencia prácticamente continua de acantilados desnudos y verticales.
Importante lugar de ocio de fin de semana de muchos vicentinos es el Lago de Fimon, resto de una cuenca lacustre más amplia que se extendía antiguamente hasta el pueblo de Fimon, del que toma el nombre, y situado en una vasta hendidura de los montes Béricos.

## Municipios de los montes Béricos

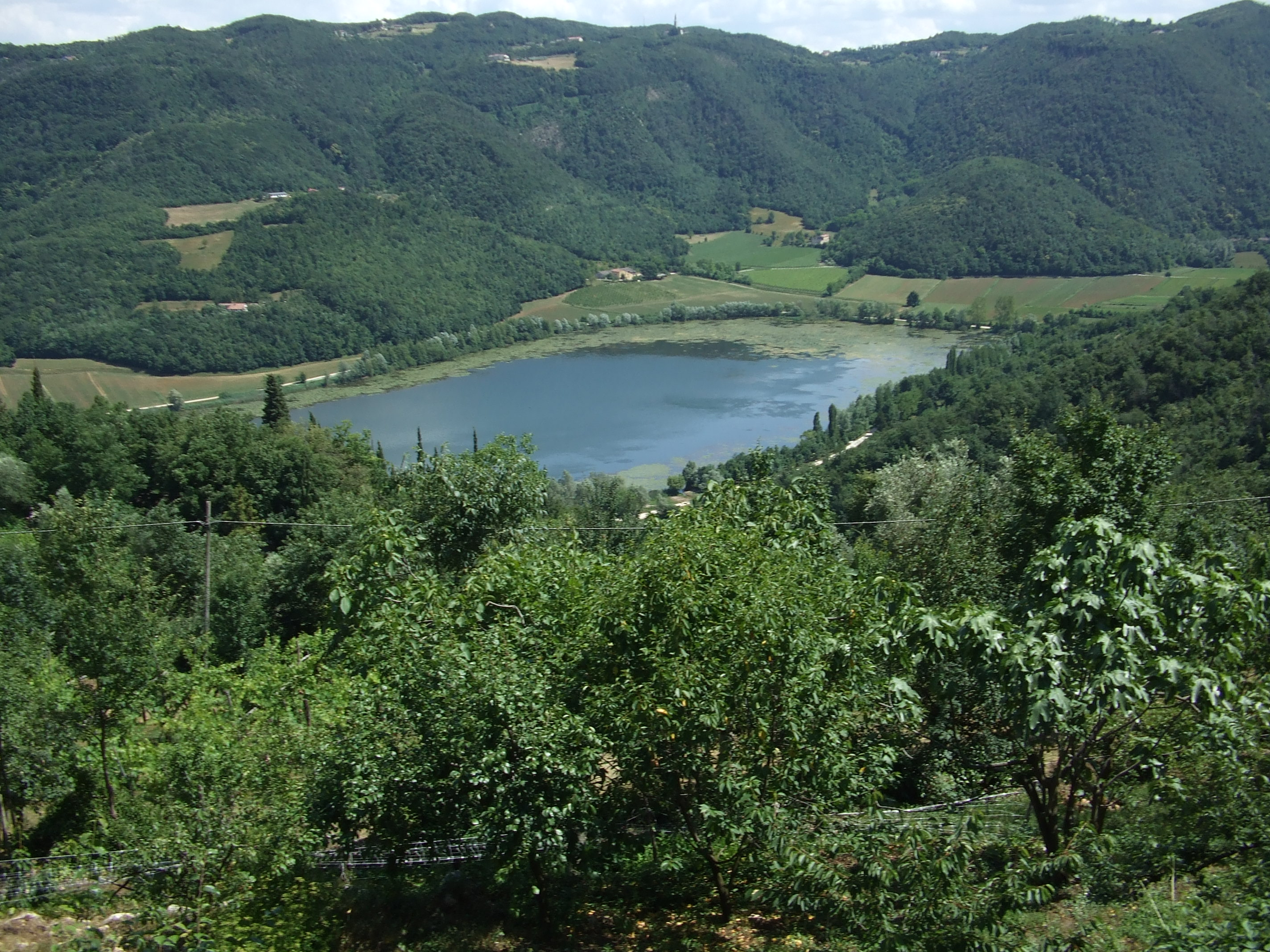
Lago de Fimon.

- Alonte
- Arcugnano
- Barbarano Vicentino
- Brendola
- Castegnero
- Grancona
- Longare
- Mossano
- Nanto
- Orgiano
- San Germano dei Berici
- Sossano
- Vicenza
- Villaga
- Zovencedo